# Санта (Понт)
Санта (тур. Dumanlı; греч. Σάντα) греческое поселение в провинции Гюмюшхане (греч. Аргируполис) Турции, состоявшее из семи районов. До обмена населением 1923 здесь проживали исключительно греки численностью до 5000 человек. С XVI века данная местность стала для Понтийских греков убежищем от турецких гонений, находясь в труднодоступной горной местности, вдали от турецких сел.
Поселение до обмена населением в 1923 году имело следующие отдельные районы:
- Пиштофандон: 400 домов, церкви Св. Кириаки, Св. Пантелеймона, Св. Христофора, начальная школа и родник Христофора. Название происходит от слова «пиштоф» (оружие) и понтийского окончания -андон (-анд образует мн.ч, -он указывает принадлежность): махала Пиштофандон — район «ружников».

- Терзандон: 200 домов, церкви Св. Феодора, Преображения. Название от турецкого «терзи» (швея).

- Ишханандон: 150 домов, церкви Св. Кириаки, Св. Георгия, 2 начальных школы (1 женская). Название от слова Ишхан (принц по-армянски).

- Зурначандон: 120 домов, церкви Св. Георгия, Св. Константина, Св. Кириаки, начальная школа. Название происходит от слова «зурначис» (человек играющий на зурне).

- Козларандон: 60 домов, церкви Апостолов Петра и Павла, начальная школа.

- Чакаландон: 53 дома, церкви Живительного Источника и Св. Георгия, начальная школа. Название от слова «чакали» (шакал, также назвали голубоглазых).

- Пинетандон: 30 домов, церкви Пророка Илии и Св. Георгия, начальная школа.

Жители Санты были в основном христиане (51 %) и криптохристиане (49 %). Во время русско-турецкой войны 1877—1878 годов большинство жителей Санты бежали в районы современной Грузии, Армении и России
Во время Первой мировой войны Санта понесла крупные потери и жители были вынуждены бежать ближе к Трапезунду, и в другие безопасные районы.
Партизаны появились в горах Санты с 1916 года, под руководством Евклида Куртиди и успешно противостояла турецкой атаке на 6 сентября 1921 г.
После подписания мира между Грецией и Турцией последовал обмен населением. Жители Санты вынуждены были выехать с территории Понта в Салоники, откуда расселились в район Килкиса, основали Неа Санту и другие села.
Родом из Санты известный врач и политик Иоаннис Пасалидис, создатель Единой демократической левой партии (ЭДА) Греции. Также из Санты Марика Гониади, мать режиссёра Феодора Терзопуло.